# Culotte

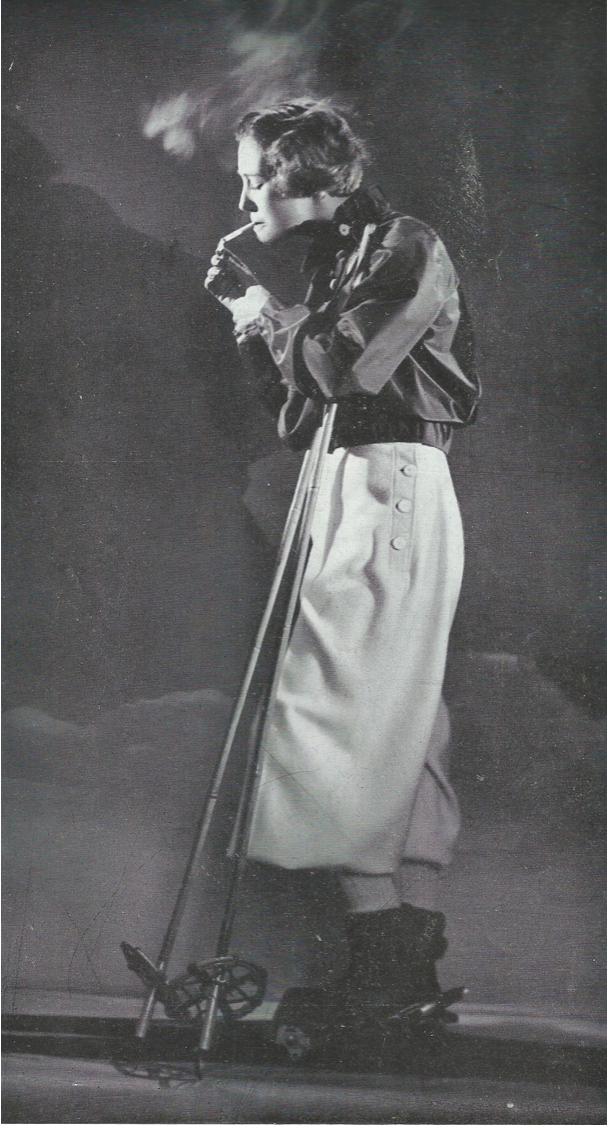
Ski-Hose, Vera Borea 1933

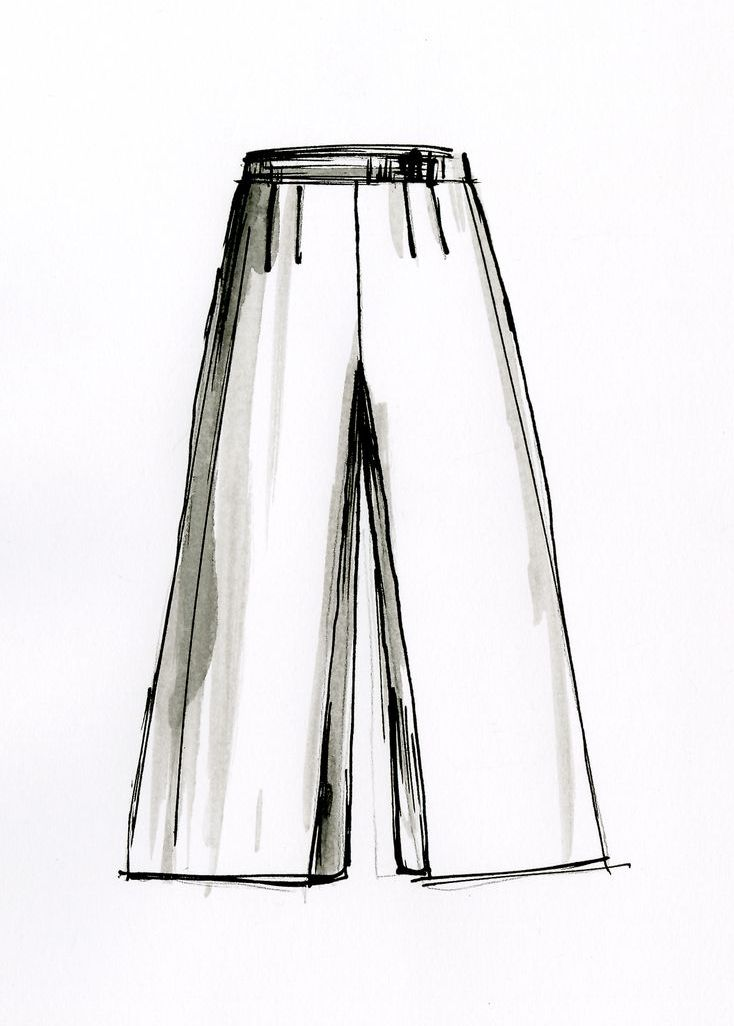
Moderne Culotte

Culotte (von französisch cul = Gesäß, auch im Plural Culottes) ist die Bezeichnung für verschiedene Arten von Hosen (im modernen Französisch pantalon). Sie ist nicht zu verwechseln mit dem Hosenrock und dem Hosenkleid der 1910er Jahre. Heute werden vor allem weit geschnittene 7/8-Hosen im deutschsprachigen Raum als Culotte bezeichnet. Im modernen Französisch bezeichnet culotte allgemein eine Unterhose.

## Historische Männerhose
Im Laufe der Jahrhunderte wurden bestimmte Begriffe, die heute veraltet sind, zur Bezeichnung von Hosen verwendet:
- Die von den Kelten und Germanen getragene Reithose, die aus zwei unabhängigen Beinen besteht, deren oberes Ende sich um das Becken wickelt;
- Die Rhingrave, eine Art Hosenrock für Männer aus dem 17. Jahrhundert, plissiert und mit Spitze verziert;[1]
- Les chausses, Hosen aus dem 10. Jahrhundert, die bis zur Taille reichten;
- La culotte, im 18. Jahrhundert eine Kniebundhose, die vor allem in der Zeit Ludwig XIV. populär war.[2][3]

### Formen der Culotte
Die Culotte reichte bis kurz unter das Knie und lag sehr eng an. Um den Einstieg zu erleichtern, war die Außennaht am unteren Ende geschlitzt. Dieser Schlitz wurde mit Knöpfen verschlossen, das Bundband mit einer Knieschnalle. Frühe Culotten (vor 1750) hatten meist einen geknöpften Hosenschlitz in der vorderen Mitte, während sie später – als die Westen kürzer wurden und somit die Hosenfront sehen ließen – einen von Hüfte zu Hüfte reichenden Latz in der Art bayerischer Lederhosen hatten, der am Bund festgeknöpft wurde. Beide Varianten hatten zwei große Taschen vorn, die mit einem Knopf geschlossen wurden, sowie eine kleine Uhrentasche rechts im Bund. Der Adel trug Culotten aus Samt oder Seide, zum Reiten aus Leder, das einfache Volk solche aus Leinen oder Wolle.

### Verbreitung
Die Culotte kam Ende des 17. Jahrhunderts in der höfischen Mode auf und war das ganze 18. Jahrhundert hindurch im westeuropäisch geprägten Raum in fast allen Bevölkerungsschichten die allgemein übliche Hose. Daher ist sie noch in vielen Volkstrachten erhalten, etwa als alpine Lederhose. Die Revolutionäre der Französischen Revolution trugen dagegen lange Hosen (Pantalons), weshalb sie Sansculottes genannt wurden. Aus dieser Bewegung und aus Amerika kamen die langen Hosen erst im Militär und dann auch in der allgemeinen Bevölkerung an. Der europäische Adel und konservative Bürgerliche hielten bis etwa 1820 an der Culotte fest. In der höfischen Galakleidung war sie noch bis zum Ersten Weltkrieg üblich.

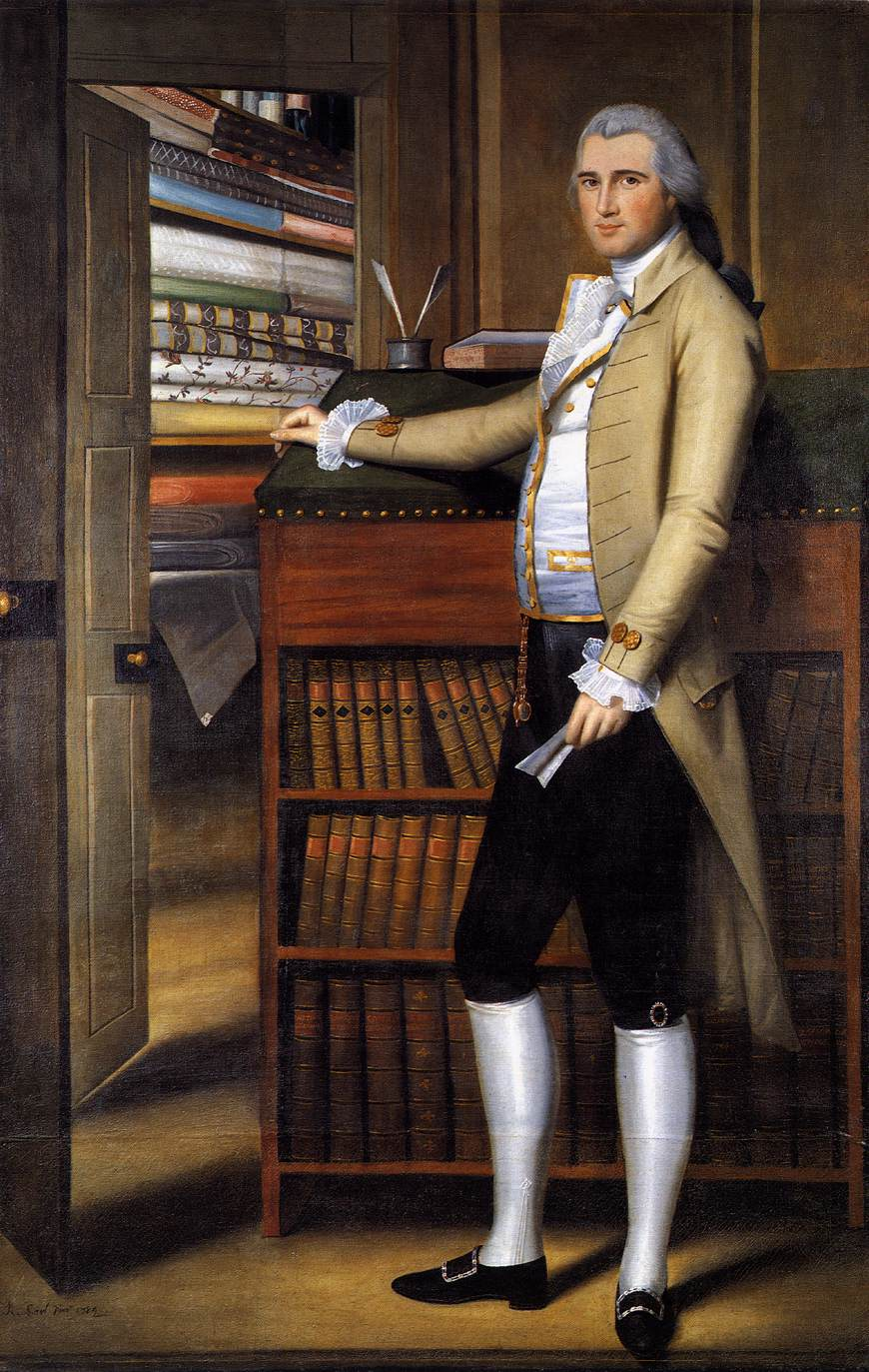
Elijah Boardman in einer Culotte. Gemälde von Ralph Earl, 1789
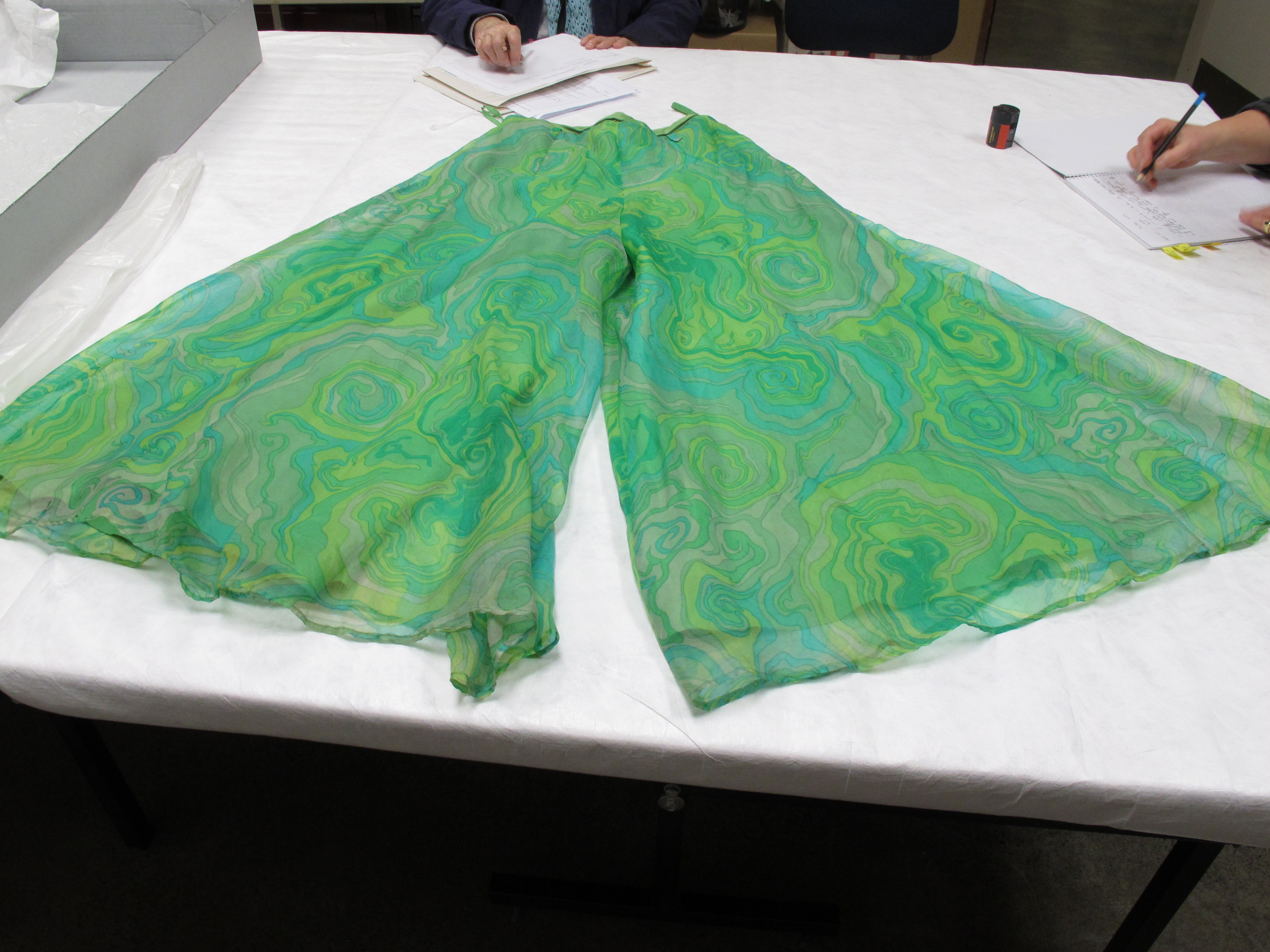
Lange Culottes, Emma Knuckey, 1970er
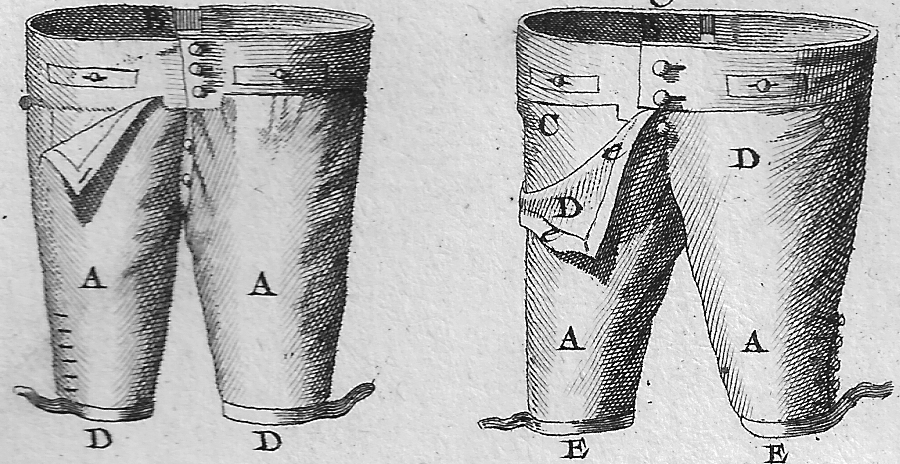
Frontschlitz- und Frontklappen-Culotte
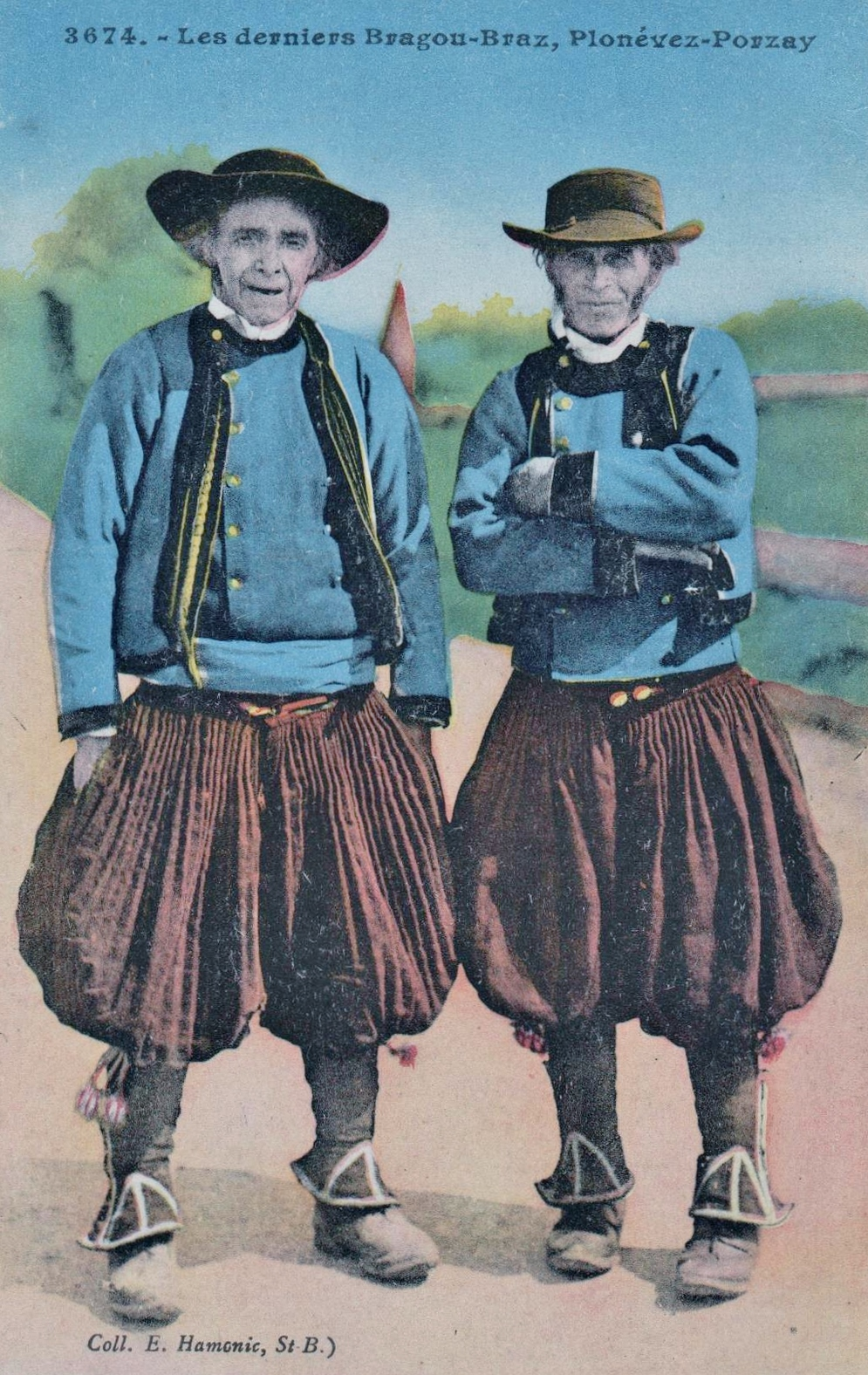
„Die letzte Bragou-Braz, Plonévez-Porzay“ (Postkarte von Émile Hamonic, um 1930)

### Sonderformen
- Der japanische Hakama, der auch in verschiedenen Kampfkünsten wie z. B. Aikidō, Kendō oder Iaidō als Übungskleidung dient.
- In der Sport- und Tanzbekleidung kann mit „Culotte“ auch eine hüftnahe Gymnastikhose gemeint sein.
- Eine Bragou-Braz ist eine große weite Hose (Braies), die am Knie endet und mit Wollgamaschen getragen wird